# Urea-formaldehyde
Urea-formaldehyde' hay urea-methanal là chất keo tổng hợp tạo ra từ bể phản ứng giữa urea và formaldehyde (nước + 37% formaldehyde) ở nhiệt độ thích hợp. Trong quá trình phản ứng có sử dụng NaOH 10% và CH3COOH. Sản phẩm U-F thường được dùng trong ngành ván gỗ ép như là chất kết dính.